# Kurt Lindgren
Kurt Svante Lindgren (* 10. Juni 1937 in Stockholm; † 27. März 1989) war ein schwedischer Jazzmusiker (Kontrabass, Komposition). Er suchte nach neuen Formen und Kontexten für den Jazz.

## Leben und Wirken
Lindgren erhielt klassischen Klavierunterricht, als er Grundschüler war. Das Interesse am Jazz entstand als Jugendlicher im Sommerheim des Södra Latins Gymnasium in Värmdö, wo ältere Schüler Jazz-Platten dabei hatten. Dann bekam er eine Trompete und spielte bald in einer Nachbarschaftsband Dixieland. Er erhielt sogar einen Solistenpreis als Trompeter in einem Orchesterwettbewerb.
Nachdem er 1953 eine Platte mit Dizzy Gillespie gehört hatte, erkannte er jedoch seine Grenzen und konzentrierte sich stattdessen auf den Kontrabass. Mehrere Schulkameraden spielten Bebop und zusammen mit dem Pianisten Jan Wallgren und dem Schlagzeuger Björn Idén gewann er 1955 beim AT-Wettbewerb den Trio-Preis. Das Trio gehörte auch zum Quintett des Posaunisten Eje Thelin (mit Lalle Svensson) und gewann auch die Quintett-Klasse. Im folgenden Jahr nahm das Quintett auch zwei Songs für eine Karussell-EP auf, die es sich mit der Altsaxophonistin Monica Petrini teilte.
1957 spielte Lindgren bei George Vernon und in der ersten Ausgabe von Gunnar Nybergs Quintett, im folgenden Jahr bei Martin Tidlund. Zwischen 1959 und 1964 studierte er Kontrabass an der Königlich Schwedischen Musikakademie und Komposition bei Josef Briné. Währenddessen spielte er weiterhin mit verschiedenen Gruppen, 1959 war er Teil von Anders Burmans Septett, und im folgenden Jahr spielte er im Quintett von Bertil Löfdahl. Eine Weile spielte er auch in Åke Perssons Sextett zusammen mit Benny Bailey, Sahib Shihab, Ingemar Westerberg und Gunnar Nyberg (mit dem es auch zu Aufnahmen kam).
Mit dem Pianisten Lasse Werner, mit dem er bereits 1957 für eine Radiosendung im Duo aufgetreten war, reiste er 1960 mit Rune Carlsson zum Auftritt beim Jazz Jamboree in Warschau. Im folgenden Jahr trat er mit Werner einen Monat lang mit Bosse Wärmell im Tarantel Jazz Club in München auf. Dann spielten sie mit Christer Boustedt und Jan Carlsson, wobei sie auch im Rahmen der Neuen Musik arbeiteten. Daneben begleitete er 1961 Eric Dolphy (The Complete Uppsala Concert).
Ab 1962 arbeitete er häufig im Stockholmer Club Gyllene Cirkeln, etwa mit Bosse Wärmell und Rolf Ericson, Lars Gullin, Cecil Taylor (Aufnahmen), Coleman Hawkins (Aufnahmen), Don Ellis, Karin Krog und Rolf Billberg, in verschiedenen Konstellationen mit Lasse Werner und Christer Boustedt sowie mit eigenen Bands. Mit Krog tourte er auch im Ausland; mit ihr, Jan Garbarek und Mal Waldron entstanden 1966  Aufnahmen beim polnischen Jazz Jamboree, die als CD veröffentlicht wurden. Mit dem Tentett von Bill Smith trat er 1967 beim NDR Jazzworkshop in Hamburg auf.
1963 initiierte Lindgren die Gründung der Jazzmusikervereinigung Emanon, die eine Reihe von Konzerten im Moderna Museet in Stockholm und daneben auch Schulkonzerte veranstaltete. 1964 holte sie für einen dreimonatigen Kurs George Russell, der seine Methode der modalen Jazzimprovisation und -komposition unterrichtete. Daneben arbeitete Lindgren als Theatermusiker und Musikpädagoge. Zwischen 1964 und 1968 war er Musikdirektor am Stockholmer Stadttheater und unterrichtete gleichzeitig Musikproduktion an der Staatlichen Bühnenschule in Stockholm. Hinzu kamen Tätigkeiten als Komponist; unter anderem schrieb er das Oratorium Klaga, o klaga, min mun men (Album 1979). Zwischen 1974 und 1978 leitete er das Dalcroze-Seminar in Stockholm, das dann in die Musikakademie aufgenommen wurde, wo er Lehrer für Komposition, Improvisation, Musikpädagogik und Kulturpolitik wurde. In der Akademie baute er eine musiktherapeutische Ausbildung auf und schuf ein Zentrum für musikpädagogische Forschung.
Gegen Ende der achtziger Jahre trat Lindgren wieder vermehrt auf, auch mit Håkan Falthins Quintett und Olle Orrjes Septett; im Trio mit Orrje und Ali Djeridi erschien 1990 bei Dragon Records posthum sein Album Lady M. Daneben war er auch kulturpolitisch aktiv. Bereits 1964 war er der sozialdemokratischen Vereinigung der Kulturarbeiter Schwedens (KSF) beigetreten und vertrat ab 1985 die Sozialdemokratische Arbeiterpartei im Kulturausschuss des Stockholmer Bezirksrates. Er starb an den Folgen eines Autounfalls.